# Parc zoologique de São Paulo
 (juillet 2018).
Si vous disposez d'ouvrages ou d'articles de référence ou si vous connaissez des sites web de qualité traitant du thème abordé ici, merci de compléter l'article en donnant les références utiles à sa vérifiabilité et en les liant à la section « Notes et références ».
Le parc zoologique de São Paulo est un parc zoologique brésilien situé dans le Sudeste, à São Paulo. Il compte actuellement plus de 3 200 animaux et occupe 824 529 m² de forêt atlantique, forêt primitive côtière, dans le sud de la ville.

## Présentation

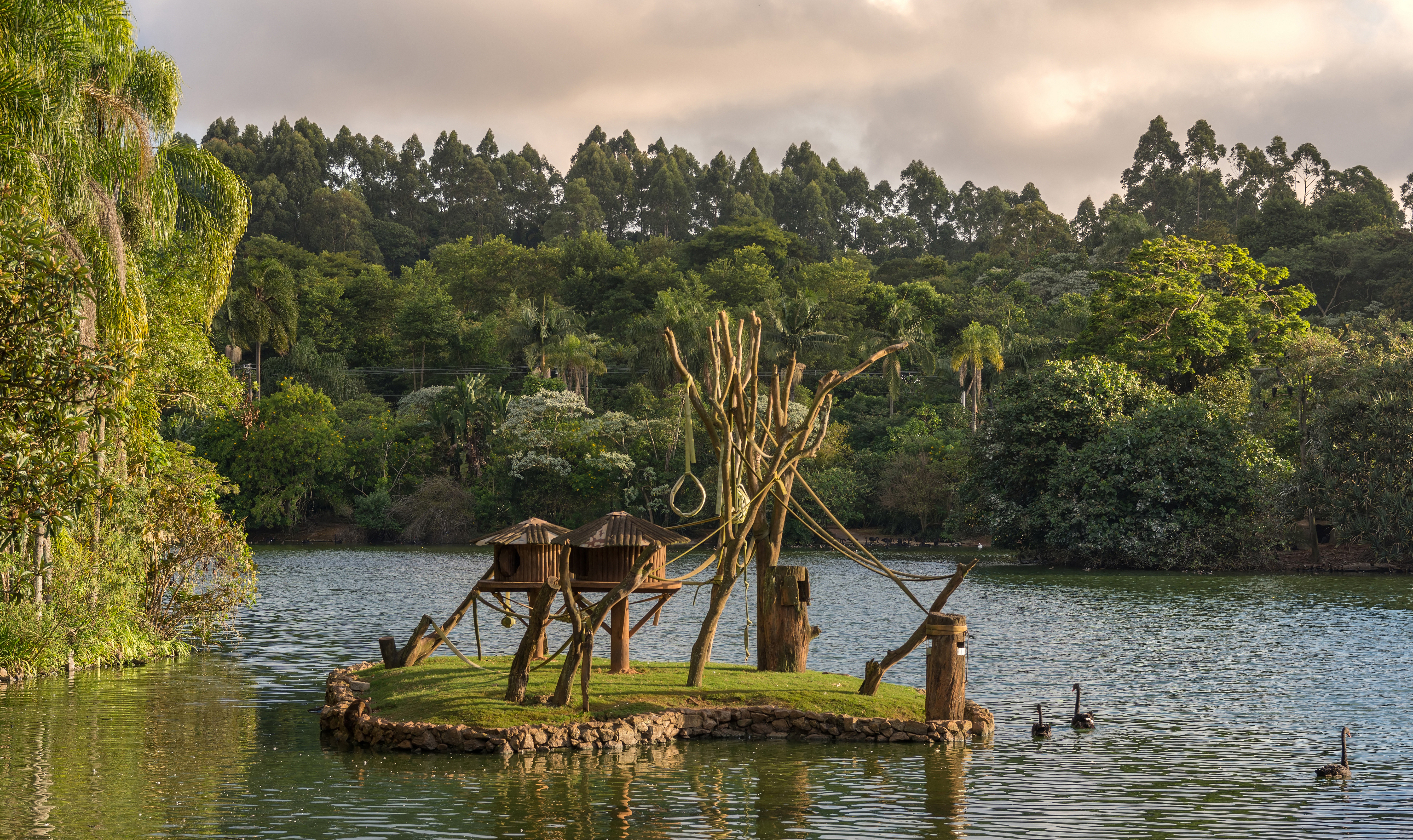
L'île des singes.

Le zoo est contigu au jardin botanique de São Paulo. Le fleuve Ypiranga, célèbre dans l’histoire du Brésil, prend sa source dans le domaine du zoo. Ses eaux y forment un lac, abritant de nombreuses espèces d’oiseaux, dont certains migrateurs.
Le parc zoologique présente, sur un circuit de quatre kilomètres, plus de 3 200 animaux, dont 102 espèces de mammifères, 216 espèces d'oiseaux, 95 espèces de reptiles, 15 espèces d'amphibiens et 16 espèces d'invertébrés, dans des espaces reproduisant leur habitat naturel. La ferme du zoo, d'une superficie de 572 hectares, produit les aliments de base de l'alimentation des animaux.
En plus des lions, girafes, de la famille d’éléphants et d’hippopotames, le zoo accueille principalement des animaux originaires du Brésil. Il présente ainsi des aras d’Amazonie, des singes de différentes sortes, des félins autochtones (onces et jaguars), différentes sortes de tortues marines et terrestres, des tapirs, de nombreux caïmans. Les programmes de préservation permettent d'observer des espèces menacées d’extinction et protégées, comme le tamarin-lion doré.
Parmi les animaux en liberté, il est possible de croiser des toucans à ventre rouge, des bugios ou de gros lézards dociles, les téjus noir et blanc.
Le zoo est équipé d'une crèche permettant d'élever les petits rejetés par leur mère et une salle d'incubation pour les oiseaux et reptiles. Il possède également une bibliothèque de plus de 4 000 ouvrages accessibles au public. Un travail de recherche et de préservation des espèces menacées est mené en partenariat avec d'autres institutions nationales ou étrangères.

## Historique
Le zoo de São Paulo est créé en juin 1957 sur demande du gouverneur d'alors, Jânio Quadros, au directeur du Département de la chasse et de la pêche du Secrétariat à l'Agriculture, Emílio Varoli. Les premiers animaux d'origine exotique, tels que les lions, chameaux, ours et éléphants, sont achetés à des cirques  privés. Les animaux originaires de la forêt brésilienne proviennent quant à eux de Manaus.
L'inauguration du zoo, initialement prévue en janvier 1958, est repoussée au 16 mars de cette même année en raison de fortes pluies. Il compte à l'époque 482 animaux, parmi lesquels le  rhinocéros Cacareco, resté célèbre pour avoir remporté les élections municipales d'octobre 1958.
Durant la première année d'exploitation du zoo, l'entrée est gratuite.